# Port lotniczy Al-Hudajda
Port lotniczy Al-Hudajda – międzynarodowy port lotniczy położony w mieście Al-Hudajda, w Jemenie.

## Linie lotnicze i połączenia
- Felix Airways (Aden, Sana)
- Yemenia (Kair, Sana)